# HD 47536 c
HD 47536 c는 큰개자리 방향으로 지구로부터 약 396광년 떨어진, 항성 HD 47536을 돌고 있는 외계 행성이다. HD 47536 b처럼 c 역시 정확한 질량과 공전궤도 반지름이 밝혀져 있지 않다. 질량은 목성의 6.98 또는 13.61배, 궤도반지름은 3.72 또는 5.20 천문단위일 것이다. 두 값 중 어느 것이 참인가는 항성의 질량이 어느 정도인가에 달려 있다. 항성을 1회 공전하는 데에는 6.84년 혹은 2,500일이 걸린다. 다른 대부분의 외계 행성들과는 달리, b의 궤도이심률은 정확히 값이 나와있지 않은 상태이다. 그러나 예상 이심률은 0.14일 것으로 보인다.

## 같이 보기
- HD 47536 b